# Beale Street Blues (Lied)
Beale Street Blues ist ein Blues- und Jazzsong, den W. C. Handy 1916 schrieb. Der Titel wurde zu einem Jazzstandard.

## Geschichtlicher Hintergrund
W. C. Handy kam 1909 nach Memphis, wo er sich mit örtlichen Musikern in „Pee Wee’s Saloon“ in der Beal Avenue traf. 1912 gründete er in New York City mit Harry Herbert Pace die Pace & Handy Music Company als eigenen Musikverlag, der seine Kompositionen verwaltete.
Auch der Beale Street Blues, der 1916 zunächst unter dem Titel Beale Street veröffentlicht wurde, gehörte zu dessen Repertoire.
Die Beal Avenue – ohne „e“ am Ende  – findet sich bereits 1841 auf der Karte der Stadt; möglicherweise wurde sie nach dem Soldatenhelden Edward F. Beale benannt, einem Leutnant und Scharfschützen der Navy. Es handelte sich ursprünglich um eine von der weißen Mittelschicht bewohnte Straße, die sich nach 1890 zunehmend zu einer von Afroamerikanern bewohnten Gegend wandelte und dann zu einem Vergnügungszentrum wurde. Handy behauptete, er habe den Song direkt in einem der Lokale der Straße geschrieben.
Als Handys Song Beale Street Blues bekannt wurde, benannte man sie in Beale Street um. Anders als Edward Crump, Bürgermeister von Memphis, später behauptete, wurde der Blues nicht für seinen Wahlkampf 1909 geschrieben. Crump verwechselte die Komposition mit dem Memphis Blues, den Handy für seine Kandidatur geschrieben hatte, später aber umtextete.

## Kennzeichen des Songs
Die Originalkomposition wurde für Klavier und Stimme arrangiert und veröffentlicht. Den im Bluesstil verfassten dreizeiligen Strophen auf das eigentliche (zwölftaktige) Bluesthema geht jeweils eine Strophe (Verse) im Tin-Pan-Alley-Stil mit 16 Takten voraus. Die Melodie der Blues-Strophen wird von der linken Hand mitgespielt und war vom Spiel der Pianisten aus dem Klub „The Monarch“ in der Beale Street inspiriert. Die rechte Hand nimmt durch einen „Eight-to-the-bar“-Rhythmus den Boogie Woogie vorweg, verwendet aber auch Interpolationen aus dem Jazz. Der Text des Songs „porträtiert eine Straße der Händler und Künstler, wo Geld, Liebe, Kriminalität und Musik regieren“. Handy zeichnet im Text des Verse, der die Beale Street zunächst mit dem Broadway, dem Prado und anderen bekannten Straßen und Vierteln vergleicht und empfiehlt, sie als erste anzusehen, ein „rauhes Sittenbild“; dabei wird auch ein blinder Bluessänger erwähnt, der dann den eigentlichen Blues (im zwölftaktigen Schema) singt und mit dem Platz an der Beale Street zufrieden ist: „Ich bin eher hier, als an jedem andern Platz, den ich kenne“. Der Text wurde vielfach von späteren Interpreten abgeändert.

## Erste Aufnahmen
Der Komponist W. C. Handy nahm sein Werk jedoch zunächst nicht selbst auf. Am 24. Mai 1917 spielte die Band von Charles Prince den Beale Street Blues bei Columbia Records unter der Numer 2327 ein; diese Erstaufnahme platzierte sich auf Rang fünf der Pop-Hitparade. Sie wurde in der Besetzung Charles A. Prince (Dirigent), Bohumir Kryl und Vincent C. Buono (Trompete), Leo Zimmerman (Posaune), Thomas Hughes (Klarinette), Marshall P. Lufsky (Flöte), Charles d’Almaine und Walter Biedermann (Violine), Ed Rubsam und Howard Kopp (Percussion) interpretiert.
Am 13. August 1917 nahm die Famous Jazz Band von Earl Fuller (mit Klarinettist Ted Lewis; Victor 18369) die erste Coverversion auf; sie brachte Handys Musikverlag Tantiemen in Höhe von 1857 Dollar ein und wurde auf Rang acht der Pop-Charts notiert. Handys Memphis Bluesband nahm den Titel im September 1919 für das kleine Label Lyric (#4209) auf; 1922 spielte die Band bei Paramount und Black Swan Remakes ein.

## Popularität

Jelly Roll Morton’s Red Hot Peppers – Beale Street Blues

Benny Goodman – Beale Street Blues

1919 wurde der Titel durch das Broadway-Musical Shubert’s Gaieties of 1919 populär, hierin gesungen von Gilda Gray. Nach seiner Premiere am 17. Juli 1919 endete das Musical bereits nach 87 Aufführungen am 18. Oktober 1919 (nachdem es bereits vom 9. August bis 8. September 1919 bestreikt worden war). Trotzdem reichte die kurze Aufführungszeit aus, um den Beale Street Blues weiter bekannt zu machen.
Weitere Aufnahmen stammen von Art Hickman (eingespielt am 20. September 1919) und George Olsen (25. Juli 1924). Alberta Hunter nahm den Song am 20. Mai 1927 auf, nur begleitet von Fats Waller auf der Orgel. Jelly Roll Mortons Red Hot Peppers verewigten den Titel in einer Instrumental-Version am 10. Juni 1927, veröffentlicht im November 1927. Die Original Memphis Five griffen ihn am 5. April 1929 auf; Benny Goodman ging am 9. Februar 1931 mit Sänger Jack Teagarden und den Charlston Chasers ins Studio, um sich dem Song zu widmen (Brunswick 7645); Ben Pollack folgte am 2. März 1931, Joe Venutis All Star Orchestra (mit Eddie Lang sowie Jack Teagarden und Benny Goodman) am 22. Oktober 1931. Teagarden machte den Titel später zu seiner Erkennungsmelodie.
1935 erschien eine Coverversion von Bob Crosby. Tommy Dorsey (Victor 25767) nahm den Titel mit seinem Orchester am 26. Mai 1937 auf; Duke Ellington spielte den Blues erstmals am 26. August 1946 ein. Lena Horne wurde bei ihrer Version von der Dixieland Jazz Group begleitet (Oktober 1946); schließlich folgte Louis Armstrong (12. Juli 1954). Im Juli 1956 erschien der Song in einer Version von Chris Barber mit Sängerin Ottilie Patterson auf der EP That Patterson Girl Vol. 2. Auch Johnny Hodges (1959), Johnny Maddox (1959) und Eartha Kitt (1990) interpretierten das Stück, das dann vor allem im Dixieland-Repertoire gepflegt wurde.

## Bedeutung
Insgesamt gibt es mindestens 33 Versionen. In den USA ist der Beale Street Blues inzwischen Public Domain. Er gehört neben Handys St. Louis Blues und seinem Memphis Blues zu den Kompositionen, die heute als ursprüngliche Blues-Titel empfunden werden, obwohl sie alle auch Habanera-Elemente enthalten.
Der Song wird in zwei Spielfilmen verwendet: In The I Don’t Care Girl (Premiere am 20. Januar 1953) ist er einer von 13 Musiktiteln. Am 7. April 1958 hatte der Film St. Louis Blues über das Leben des kurz zuvor verstorbenen Handy mit Nat King Cole in der Hauptrolle Premiere. Cole singt hierin seine Version des Beale Street Blues.
James Baldwin gab seinem fünften Roman einen Titel, der sich auf den Beale Street Blues bezieht. Der englische Buchtitel If Beale Street Could Talk ist einem der Verse des Songs entnommen.